# Даллас, Кэмерон
Кэмерон Александр Даллас (род. 8 сентября 1994 года) — американский видеоблогер, актёр, модель и певец, получивший известность благодаря своим видео на Vine и YouTube. Позже Даллас принял участие в съемке таких фильмов как «Исключённый» и «Аутфилд». В настоящее время снимается в своём реалити-шоу на Netflix «Chasing Cameron».

## Биография
Даллас родился в Чино, Калифорния, США. У него есть сестра Сьерра, которая на четыре года старше его.

## Карьера
Даллас начал свою карьеру с коротких видео на Vine. Уже в 2014 он имел 8,1 миллионов подписчиков на Vine, делающих его одним из 11 самых популярных людей в этом приложении, и 8,5 миллионов подписчиков в Twitter. В дополнение к этому Даллас имел приблизительно 15 миллионов подписчиков в Instagram. В 2015 Даллас принял участие в съемке фильма «Аутфилд» совместно с Нэшэм Гриером и Кэролайн Саншайн. В апреле 2015 он выпустил свой первый сингл «She Bad».
27 декабря 2016 на Netflix состоялась премьера реалити-сериала «Chasing Cameron» с Далласом в главной роли.

## Фильмография
| Год  |    | Русское название     | Оригинальное название | Роль          |
| ---- | -- | -------------------- | --------------------- | ------------- |
| 2013 | мф | Принцесса-лягушка    | The Frog Kingdom      | Фредди        |
| 2014 | ф  | Исключённый          | Expelled              | Феликс О'Нил  |
| 2015 | ф  | Аутфилд              | The Outfield          | Фрэнки Пэйтон |
| 2015 | с  | Американская одиссея | American Odyssey      | Кэмерон       |

## Музыка

### Как солирующий певец
| «She Bad»                                        | 2015 | — | 46 | — | Не входит в альбом |
| «Take you»                                       | 2015 |   |    |   |                    |
| «—» обозначает произведение, не вошедшие в чарты |      |   |    |   |                    |

### С его участием
| «All I Want» (Daniel Skye feat. Cameron Dallas)  | 2015 | — | Не входит в альбом |
| «—» обозначает произведение, не вошедшие в чарты |      |   |                    |

## Награды и номинации
| Год  | Номинирован                 | Награда                    | Итог      |
| ---- | --------------------------- | -------------------------- | --------- |
| 2014 | 2014 Teen Choice Awards     | Choice Web Star: Male      | Номинация |
| 2014 | 2014 Teen Choice Awards     | Choice Web: Viner          | Победа    |
| 2015 | 2015 Teen Choice Awards     | Choice Web Star: Male      | Победа    |
| 2015 | 2015 Teen Choice Awards     | Choice Web: Viner          | Победа    |
| 2016 | 42nd People’s Choice Awards | Favorite Social Media Star | Номинация |
| 2016 | 2016 Teen Choice Awards     | Choice Male Hottie         | Номинация |
| 2016 | 2016 Teen Choice Awards     | Choice Web Star: Male      | Номинация |
| 2016 | 2016 Teen Choice Awards     | Choice Social Media King   | Победа    |
| 2016 | Streamy Awards              | Entertainer of the Year    | Номинация |
| 2017 | 43rd People’s Choice Awards | Favorite Social Media Star | Победа    |